# Jean-Félix Adolphe Gambart
Jean-Félix Adolphe Gambart (Sète, 12 de maio de 1800 – 23 de julho de 1836) foi um astrônomo francês.
Sua capacidade intelectual foi percebida em idade jovem por Alexis Bouvard, que o persuadiu a estudar astronomia. Em 1819 foi para o Observatório de Marselha, sendo seu diretor em 1822.
Durante sua carreira registrou diversas observações dos satélites de Júpiter e descobriu 13 cometas.
Sofria de tuberculose e morreu em Paris em 1836 de cólera, aos 36 anos de idade.
Recebeu o Prêmio Lalande de 1823, 1827, 1830 e 1832.